# Nephthea capnelliformis
Nephthea capnelliformis is een zachte koraalsoort uit de familie Nephtheidae. De koraalsoort komt uit het geslacht Nephthea. Nephthea capnelliformis werd in 1931 voor het eerst wetenschappelijk beschreven door Thomson & Dean. 